# Giuseppe Rundo
Giuseppe Rundo, né le 4 décembre 1946, à Gioiosa Marea, en Italie, est un ancien joueur italien de basket-ball. Il évolue durant sa carrière au poste d'ailier.

## Biographie
Il fait ses débuts dans le basket-ball national italien le 28 mai 1966, pour le match amical Italie - Guinée (89-34), à Dessau en Allemagne. L'entraîneur Nello Paratore l'utilise dans quinze autres matches au poste d'ailier. Il marque trente-deux points. 

## Palmarès
Il est sélectionné et joue au championnat du monde en Uruguay en 1967 et réussit à marquer 11 points contre l'équipe du Paraguay. L'Italie a alors été classée neuvième.